# Paddy Roy Bates
Paddy Roy Bates (Ealing, 29 agosto 1921 – Leigh-on-Sea, 9 ottobre 2012) è stato un militare e conduttore radiofonico britannico, maggiore dell'esercito del Regno Unito durante la seconda guerra mondiale, noto per essere stato il fondatore del "principato di Sealand".

## Biografia

### Le origini e la carriera militare
Bates nacque a Ealing, sobborgo di Londra, nel 1921. Servì l'esercito britannico conseguendo il grado di maggiore. Roy partecipò alla battaglia di Monte Cassino in Italia, prima era stato con l'Ottava armata in Nordafrica. Finita la guerra esercitò il mestiere di pescatore, poi fondò una radio pirata.
Nel 1965 esonerò dall'incarico il personale di Radio City che aveva occupato nel mare del Nord la Knock John Tower (una piattaforma di 0,0025 km², realizzata dagli inglesi a 10 km dalla costa, in acque internazionali, come arma contraerea contro i nazisti). Bates avviò l'attività di Radio Essex (1965-1966) che fu la prima emittente pirata a offrire regolare intrattenimento 24 ore al giorno. La stazione cambiò il nome nell'ottobre del 1966 e fu ribattezzata "Stazione musicale della Gran Bretagna" (BBMS). Successivamente Roy fu condannato e multato di £100 per le sue trasmissioni illegali. A causa di mezzi economici insufficienti Bates interruppe i programmi radiofonici il giorno di Natale del 1966.

### Il principato di Sealand

La bandiera con lo stemma del "principato di Sealand"

La vigilia di Natale del 1966, Bates che aveva avuto problemi legali a causa di una stazione radio, "Radio Essex", occupò le Rough Towers al largo delle coste del Suffolk. Dopo aver discusso coi suoi avvocati su come fare per mantenere la sua radio attiva decise di proclamare la piattaforma uno stato indipendente, proclamando la nascita del principato di Sealand. Nel 1967 la Marina inglese sparò alcuni colpi di arma da fuoco vicino alla fortezza della famiglia Bates (che il 2 settembre ne aveva preso possesso), il figlio di Roy e Joan Collins, Michael, per difesa rispose con l'azione di un fucile mitragliatore mirando sul mare e qualche giorno dopo fu convocato in tribunale. L'organo giudiziario archiviò il caso poiché la Tower Roughs si trovava in acque internazionali. A quel punto Roy Bates decise di costituire il "principato di Sealand" proclamandosi "principe sovrano".

### Il colpo di Stato a Sealand e la riconquista
Nel 1978, mentre Roy Bates era assente, il "primo ministro" che egli aveva nominato, il professor Alexander G. Achenbach, e diversi cittadini dei Paesi Bassi tentarono di impadronirsi di Roughs Tower, trattenendo come ostaggio Michael, figlio di Bates, prima di liberarlo diversi giorni dopo nei Paesi Bassi.
Bates arruolò dei mercenari e con un elicottero d'assalto riprese la fortezza. Tenne quindi sotto sorveglianza gli aggressori dichiarandoli prigionieri di guerra. I cittadini olandesi partecipanti all'invasione furono rimpatriati alla cessazione del "conflitto"; invece Achenbach, di cittadinanza tedesca, venne accusato di "tradimento contro Sealand" e incarcerato indefinitamente. I governi dei Paesi Bassi e della Germania trasmisero una petizione al governo britannico per il suo rilascio, ma il Regno Unito declinò ogni responsabilità, citando la sentenza della corte di giustizia del 25 novembre 1968.
La Germania inviò allora un funzionario a Roughs Tower per negoziare il rilascio di Achenbach e, dopo diverse settimane, Roy Bates cedette, affermando successivamente che, a suo dire, la visita diplomatica costituiva il riconoscimento de facto di Sealand da parte dell'esecutivo tedesco che, però, non confermò questa interpretazione personale del "principe".
In seguito al suo rimpatrio, il professor Achenbach formò un "governo in esilio" in Germania, in opposizione a quello di Roy Bates, assumendo il titolo di "Segretario del Concilio Privato". In seguito alle dimissioni di Achenbach per ragioni di salute nell'agosto 1989, il "Ministro per la Cooperazione Economica" del governo ribelle, Johannes Seiger, assunse il controllo con l'incarico di "Primo Ministro e Segretario del Concilio Privato". Seiger continua tuttora ad affermare di essere l'autorità legittima di governo di Sealand.[4]
A partire dagli anni novanta, per un certo periodo, Sealand emise anche passaporti. A causa della quantità massiccia di documenti in circolazione (stimata in circa 150 000 esemplari), nel 1997 la famiglia Bates revocò la loro validità.

### Gli ultimi anni e la morte
Bates nel 1999 si ritirò e visse in Inghilterra, mantenendo comunque il titolo. Suo figlio, il "principe" Michael, fu nominato dal padre, responsabile dell'amministrazione di Sealand come reggente. Il 9 ottobre 2012, Roy Bates morì all'età di 91 anni, in una casa di cura a Leigh-on-Sea dopo essersi ammalato di Alzheimer. Il suo funerale ha avuto luogo presso Southend-on-Sea. Sua moglie, la ottantaseienne Joan, è morta quattro anni più tardi, il 10 marzo 2016.